# Kaima Akahoshi
Kaima Akahoshi (japanisch 赤星 魁麻 Akahoshi Kaima; * 9. Januar 1997 in der Präfektur Kumamoto) ist ein japanischer Fußballspieler.

## Karriere
Kaima Akahoshi erlernte das Fußballspielen in der Jugendmannschaft von Blaze Kumamoto, in der Schulmannschaft der Kumamoto Kogyo High School sowie in der Universitätsmannschaft der Edogawa University. Seinen ersten Vertrag unterschrieb er am 1. Februar 2019 beim Iwaki FC. Der Verein aus Iwaki, einer Stadt in der Präfektur Fukushima, spielte in der fünften Liga. Hier trat er mit Iwaki in der Tōhoku Soccer League an. Am Ende der Saison wurde er mit Iwaki erster der Liga und stieg in die vierte Liga auf. Nach dem Aufstieg verließ er den Verein und schloss sich im Januar 2020 dem Viertligisten Kōchi United SC an. Bei dem Verein aus Kōchi stand er drei Spielzeiten unter Vertrag. Im Januar 2023 nahm ihn der Drittligist Kamatamare Sanuki für zwei Spielzeiten unter Vertrag. Hier bestritt er 61 Ligaspiele. Im Januar 2025 verpflichtete ihn der Fünftligist Toho Titanium SC. Mit dem Verein aus der Präfektur Kanagawa spielt er in der Kanto Soccer League (Div.1).

## Erfolge
Iwaki FC
- Tōhoku Soccer League: 2019  ▲